# Tim Powers

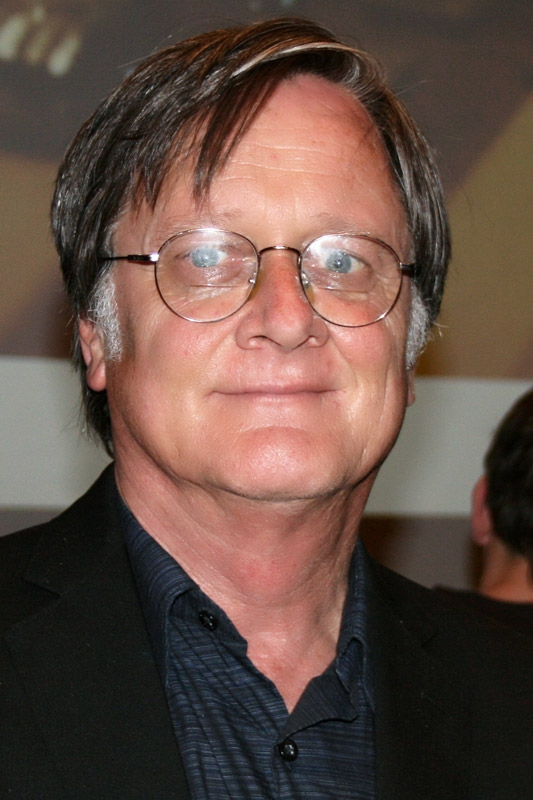
Tim Powers 2012

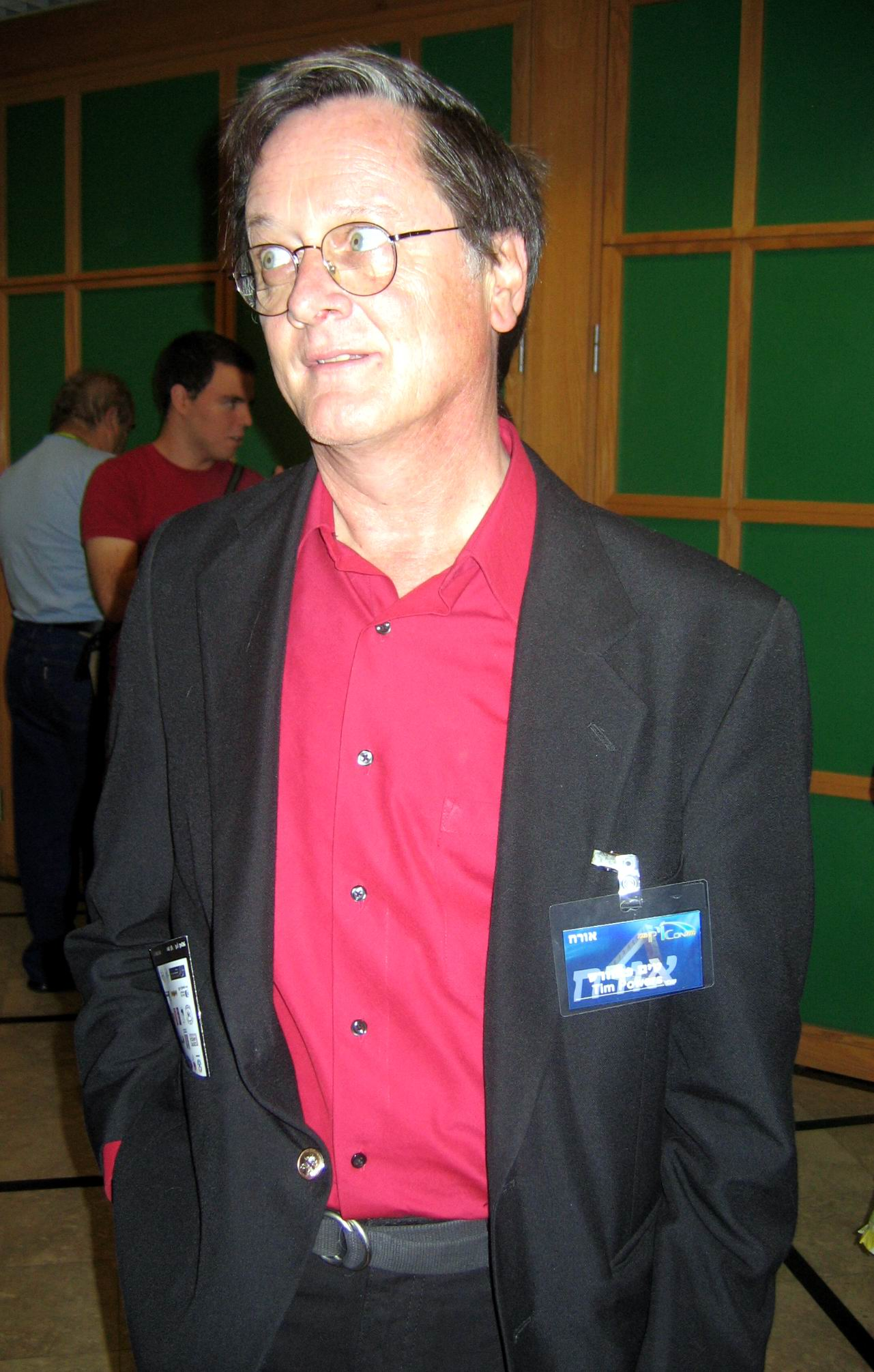
Tim Powers 2005 auf einer SF&F Convention

Tim Powers (* 29. Februar 1952 in Buffalo) ist ein US-amerikanischer Science-Fiction-Autor. Bekannt wurde er durch seinen 1983 mit dem Philip K. Dick Award ausgezeichneten Zeitreise-Roman Die Tore zu Anubis Reich (englischer Originaltitel The Anubis Gates). Er zählt zur so genannten Kalifornischen Gruppe von Autoren um Philip K. Dick. Er schreibt zusammen mit James Blaylock auch unter dem gemeinsamen Pseudonym William Ashbless.

## Leben
Tim Powers ist ältestes Kind einer großen irischen Katholikenfamilie. Sein Vater arbeitete als Anwalt, gab aber seine Arbeit auf, und die Familie zog 1959 nach Kalifornien. Die neue Umgebung beeinflusst Tim Powers bis heute – viele seiner Werke spiegeln das Land wider, und er denkt nur sehr ungern an die Kälte des alten Wohnorts zurück.
Im Alter von elf Jahren faszinierte ihn Heinleins Der Rote Planet derart, dass seine Begeisterung für die Phantastik ins Unermessliche wuchs. Mit dreizehn versuchte er sich an eigenen Geschichten, die von Magazinen abgelehnt wurden. In Fullerton besuchte Powers College und Universität und traf dort auf James Blaylock und K. W. Jeter. Als Ergebnis der poetischen Bemühungen von Blaylock und ihm wurde William Ashbless „geboren“ – ein fiktiver Dichter, der in einer Vielzahl Werke der beiden auftrat und unter dessen Namen mittlerweile sogar eigene Bücher veröffentlicht wurden.
Zu einem weiteren wichtigen Einfluss wurde Powers’ Nachbar Philip K. Dick, mit dem ihn bis zu dessen Tod eine langjährige Freundschaft verband.
Mit The Skies Discrowned erschien 1976 Powers’ erster Roman. Weltweite Aufmerksamkeit errang er mit dem Meisterwerk Die Tore zu Anubis Reich, das zum Vorreiter einer ganzen Fantasy-Richtung wurde. Weitere herausragende Bücher sind das in Las Vegas spielende und von T. S. Eliots Das wüste Land inspirierte Last Call und der Spionagethriller Declare, in dem die Ereignisse um den Cambridge Spy Ring in ein neues Licht gerückt werden. In seinem bislang letzten Roman Three Days to Never treten unter anderem Einstein, seine unbekannte Tochter, Chaplin und verschiedene Geheimdienste auf, im Kampf um eine Waffe mit verheerender Wirkung.
Powers erhielt mehrfach den World Fantasy Award, den Philip K. Dick Award und den Locus Award. Allerdings ist bisher nur ein kleiner Teil seiner Bücher in Deutschland veröffentlicht worden; von der Fault Lines-Trilogie erschien bisher nur der dritte Teil auf Deutsch.
Powers lebt zusammen mit seiner Frau Serena im südkalifornischen San Bernardino.

## Werk

### Fault Lines
- Last Call, 1992

| Award               | Kategorie          |
| ------------------- | ------------------ |
| Locus Award         | Best Fantasy Novel |
| World Fantasy Award | Best Novel         |

- Expiration Date, 1995

| Award       | Kategorie                      |
| ----------- | ------------------------------ |
| Locus Award | Best Horror/Dark Fantasy Novel |

- Earthquake Weather, 1997
Teil 1: Dionysus erwacht, Heyne, 2002, ISBN 3-453-19638-4
Teil 2: Der Fischerkönig, Heyne, 2002, ISBN 3-453-19644-9

| Award       | Kategorie          |
| ----------- | ------------------ |
| Locus Award | Best Fantasy Novel |

### Einzelromane
- The Skies Discrowned, auch: Forsake the Sky, 1976
- Epitaph in Rust, auch: An Epitaph in Rust, 1976
- The Drawing of the Dark, 1979
- The Anubis Gates, 1983
Die Tore zu Anubis Reich, Heyne, 1988, ISBN 3-453-01002-7
Die Tore zu Anubis Reich, Heyne, 2004, ISBN 3-453-87070-0
Die Tore zu Anubis Reich, Piper, 2008, ISBN 3-492-29167-8

| Award                | Kategorie          |
| -------------------- | ------------------ |
| Philip K. Dick Award | Best Novel         |
| SF Chronicle Award   | Best Novel         |
| Apollo Award         | Best Foreign Novel |

- Dinner at Deviant’s Palace, 1984
Zu Tisch in Deviants Palast. Heyne, 1989, ISBN 3-453-03448-1

| Award                | Kategorie  |
| -------------------- | ---------- |
| Philip K. Dick Award | Best Novel |

- On Stranger Tides, 1987
In fremderen Gezeiten. Heyne, 1989, ISBN 3-453-03894-0

Dieser Roman bildet die Grundlage des vierten Teils der Piraten Saga Pirates of the Caribbean – Fremde Gezeiten.
- The Stress of Her Regard, 1989
Die kalte Braut. Heyne, 1991, ISBN 3-453-05031-2

| Award                    | Kategorie  |
| ------------------------ | ---------- |
| Mythopoeic Fantasy Award | Best Novel |

- Declare, 2000
Declare – auf dem Berg der Engel. Festa, 2004, ISBN 3-935822-53-7

| Award                            | Kategorie  |
| -------------------------------- | ---------- |
| World Fantasy Award              | Best Novel |
| International Horror Guild Award | Best Novel |

- Three Days to Never, 2006
- Hide Me Among the Graves, 2012
- Medusa's Web, 2016

### Kurzgeschichtensammlungen
- Night Moves and Other Stories, 2000

| - Two Men in New Suits, von James P. Blaylock, 2000 - Night Moves, 1986 - The Better Boy, mit James P. Blaylock, 1991 - We Traverse Afar, mit James P. Blaylock, 1993 - Itinerary, 1999 - The Way Down the Hill, 1982 - Where They Are Hid, 1995 (Wo sie lauern) |

- The Devils in the Details, mit James P. Blaylock, 2003

| - Through and Through, 2000 - The Devil in the Details, von James P. Blaylock, 2000 - Fifty Cents, mit James P. Blaylock, 2000 |

- Strange Itineraries, 2004
- The Bible Repairman and Other Stories, 2011

### Sonstige Kurzgeschichten
- The Bible Repairman, 2005
- A Soul in a Bottle, 2006